# خوان ديكسون
خوان ديكسون (بالإنجليزية: Juan Dixon)‏ مواليد 9 أكتوبر 1978 في بالتيمور، هو لاعب كرة سلة أمريكي سابق بدأ مسيرته الاحترافية في سنة 2002 وحمل الرقم 3 و8 و12. يبلغ طوله 6 قدم 3 بوصة (1.9 م). اعتزل اللعب في 2011.

## روابط خارجية
- خوان ديكسون على موقع الدوري الأوروبي لكرة السلة (الإنجليزية)
- خوان ديكسون على موقع إن بي أي (الإنجليزية)
- خوان ديكسون على موقع سبورتس رفرنس (الإنجليزية)
- خوان ديكسون على موقع الدوري الإسباني لكرة السلة (الإسبانية)
- خوان ديكسون على موقع كرة السلة الأوروبية.كوم (الإنجليزية)
- خوان ديكسون على موقع كلية كرة السلة في سبورتس رفرنس.كوم (الإنجليزية)
- خوان ديكسون على موقع ريلجم (الإنجليزية)
- خوان ديكسون على موقع بروبوليرز (الإنجليزية)
- خوان ديكسون على موقع كلية كرة السلة في سبورتس رفرنس.كوم (الإنجليزية)
- خوان ديكسون على موقع سبورتس رفرنس (الإنجليزية)